# Трстеничко позориште
Трстеничко позориште постоји у различитим видовима од 30-их година прошлога века.

## Историјат трстеничког позоришта
Током година, статус и назив, а и облик организовања позоришта и позоришног живота у Трстенику, претрпео је многе промене. Развијао се и мењао у складу са различитим друштвеним околностима, али и као последица мањег или већег ангажовања његових посленика.
Први сигyран помен позоришта у Трстенику je 1922. када су ученици  Занатске школе и Грађанске школе у Трстенику основали Трстеничко ђачко позориште „Напредак”, у коме су играли и младићи и девојке. Постоје и писани подаци за 1928. годину о Трстеничком аматерском позоришту у којима се каже да су се ђаци и студенти организовали у Аматерско позориште и да су често приређивали позоришне комаде, већином од Нушића. Трстенички глумци су често, фијакерима, одлазили на приредбе и ван Трстеника: у Врњачку бању, Крушевац, Матарушку Бању.
Важно стециште трстеничких глумаца тридесетих година прошлог века било је и Соколско друштво „Бошко Југовић“ Трстеник. Најобразованији слој трстеничког друштва тежио је за културно-уметничким вредностима, па је тако на иницијативу школског надзорника Константина Симића Зуке, 1939. године формирана Драмска секција Удружења учитеља среза трстеничког.
Позориште ради и за време II светског рата. Дилетантско позориште трстеничке омладине је најрадије изводило Нушићевог „Обичног човека“ у сали хотела „Топаловић“, а дечије позориште „Лакрдија“ приређује представе за децу под ведрим небом. Пред сам крај рата позоришна група „Југбоданци и Југбогданке“ изводи кабаретски програм „Џумбус (урнебес) поподнева“.
Нешто интензивнији рад почиње после Другог светског рата. Стварају се КУД-ови и у њима драмске секције. Развија се веома жива активност али је у условима изградње порушене домовине остало мало писаних података.

## Трстеничко позориште данас
Позориште обнавља рад 1978. године (у оквиру КУД "7 јули") представом Сумњиво лице, Бранислава Нушића, у режији Николе Петровића. Наредне године секција се прикључује Радничком универзитету под именом "Драмски студио Дома културе". Осамдесетих година Позориште мења назив у Аматерско позориште, а крајем деведесетих у Трстеничко позориште.
Године 2010, Позориште и званично улази у састав Центра за културу Народног универзитета Трстеник, када се оснива и Уметнички савет Позоришта, којим председава професорка режије Бранислава Стефановић (ФДУ Београд).
Након највећих успеха позоришта на сценама широм земље, 2014. године формира се и Сцена младих Трстеничког позоришта, a 2017. успоставља се и Дечја сцена Трстеничког позоришта.

## Репертоар некада
У периоду од 1978. године до данашњих дана игран је велики број домаћих и страних класика, као и представе које су освојиле запажене награде.
- Хамлет У Селу Мрдуша Доња, И. Брешан, Режија Момир Брадић
- Протуве Пију Чај, Д. Михајловић, Режија Бранислава Стефановић
- Идем У Лов, Ж. Фејдо, Режија Бојан Вељовић
- Професионалац, Тужна Комедија По Луки Д. Ковачевић, Режијa Фуад Табучић
- Небеске шајкаче, Милосав Буца Мирковић (по мотивима „Балада са Зејтинлика“), сценска адаптација и режија Милош Милошевић Шика Сцена младих
- Женски разговори, Душко Радовић, режија Бранислава Стефановић, најнаграђиванија представа нашег позоришта
- Знам Дабли Фејса, Божидар Љумовић Зуба, режија Александар Саша Волић
- Доктор Сава – Наша Слава - Циганска Је Туга Преголема Милош Милошевић Шика, режија Милош Милошевић Шика
- Прасећа Рокерско – Еколошка Бајка Милош Милошевић Шика, режија Милош Милошевић Шика, Дечја Сцена Trstenik[1]